# Wakema
Wakema är en stad i Myanmar. Den ligger i regionen Ayeyarwady, i den södra delen av landet, 400 km söder om huvudstaden Naypyidaw. Wakema ligger 11 meter över havet och folkmängden uppgår till lite mer än 20 000 invånare.

## Geografi
Terrängen runt Wakema är mycket platt. Runt Wakema är det tätbefolkat, med 308 invånare per kvadratkilometer. Omgivningarna runt Wakema är en mosaik av jordbruksmark och naturlig växtlighet.

## Klimat
Savannklimat råder i trakten. Årsmedeltemperaturen i trakten är 23 °C. Den varmaste månaden är april, då medeltemperaturen är 30 °C, och den kallaste är augusti, med 18 °C. Genomsnittlig årsnederbörd är 2 656 millimeter. Den regnigaste månaden är juli, med i genomsnitt 730 mm nederbörd, och den torraste är februari, med 1 mm nederbörd.